# George Danielescu
George Danielescu (n. 9 septembrie 1949, București) a fost ministrul de finanțe între anii 1991-1992 în Guvernul Theodor Stolojan.